# ABC (Anna Book-låt)
ABC, skriven av Martin Contra, Björn Frisén och Keith Almgren, är en skolrelaterad sång som Anna Book framförde i den svenska Melodifestivalen 1986, där bidraget slutade på femte plats.
Låten låg på Svensktoppen i fyra veckor under perioden 30 mars-20 april 1986, med en förstaplats under den andra veckan där den dock bara höll sig i en vecka .
ABC parodierades av radioprogrammet Rally.

## Coverversioner
- Bandet John Lenin (med bland annat Johan Johansson), spelade in en cover med låten på singel och video 1987.
- Hårdrocksgruppen Black Ingvars spelade in en cover på "ABC" på sitt album "Schlager Metal" från 1998 [2].
- Lasse Flinckman" Flinckmans fyra "På Hamburger Börs" gav ut en cover 1996,
- Wednesday på albumet "Lilla Schlagerfesten" (2004),
- Schlager Kidz på albumet "Heartquake" (2004)
- Dynamo & JP (feat. Cecilia] på albumet "Absolute Schlager Hitmania" 2005
- Popkidz på albumet "Number One" (2008).